# Válber Costa
Válber Costa, de son nom complet Válber da Silva Costa, est un footballeur brésilien né le 6 décembre 1971. Il était attaquant.